# بيغي ويلسون
بيغي ويلسون (بالإنجليزية: Peggy Wilson)‏ هي لاعبة غولف أمريكية، ولدت في 28 ديسمبر 1934 في Lauderdale, Mississippi ‏ في الولايات المتحدة.